# 柳湖书院 (亳州)
柳湖书院是位于安徽亳州旧城内东南柳湖湖畔的书院（今谯城区环城南路北侧），始建于清雍正六年（公元1728年），由当地人刘佩恩捐建。清代亳州两所书院是柳湖书院与培英书院，而以柳湖书院为大。光绪十五年（1889年），由柳湖书院改创办养正学堂，是亳州开办的第一所学堂。光绪三十一年（1905年），因废除科举，知州宗能征将杨振学堂改设为亳州官立高等小学堂，聘孙广林为监督（校长）。宣统元年（1909年），高等小学堂改为南北两院，南院为预科中学，北院仍为高等小学堂，辛亥革命后均停办。